# 전환수
전환수(轉換數, 영어: turnover number)라는 용어는 화학에서 두 가지 의미를 가지고 있다.
효소학에서 전환수(kcat)는 두 개 이상의 활성 부위를 갖는 효소에 대해 주어진 효소 농도 [ET]에 대해 단일 활성 부위가 수행할 수 있는 초당 기질 분자의 화학적 전환의 한계 횟수로 정의된다. 단일 활성 부위를 갖는 효소의 경우 kcat을 촉매 상수(觸媒常數, 영어: catalytic constant)라고 한다. 최대 반응 속도 Vmax와 촉매 부위 농도 e0로부터 다음과 같이 계산할 수 있다.
{\displaystyle k_{\mathrm {cat} }={\frac {V_{\max }}{e_{0}}}} (미카엘리스-멘텐 반응속도론을 참조)
유기금속 촉매와 같은 다른 화학 분야에서는 전환수(TON)가 다른 의미를 갖는다. 다음과 같이 촉매 1몰이 비활성화되기 전에 전환할 수 있는 기질의 몰 수로 나타낼 수 있다.
{\displaystyle \mathrm {TON} ={\frac {n_{\mathrm {product} }}{n_{\mathrm {cat} }}}}
이런 의미에서 이상적인 촉매는 무한한 전환수를 가지야 하는데, 왜냐하면 결코 소모되지 않기 때문이다. 전환 빈도(轉換頻度, 영어: turnover frequency, TOF)라는 용어는 단위 시간당 전환율을 나타내는데 사용되며, 효소학에서 전환수의 의미와 동일하다.
{\displaystyle \mathrm {TOF} ={\frac {\mathrm {TON} }{t}}}
대부분의 관련 산업 응용 분야에서 전환 빈도는 10−2~102 s−1 (효소의 경우 103~107 s−1) 범위에 있다. 효소인 카탈레이스는 가장 큰 전환 빈도를 가지고 있으며, 그 값은 최대 4×107 s−1까지 보고되었다.

## 확산 제한 효소의 전환수
아세틸콜린에스터레이스는 104 s−1보다 큰 촉매 상수를 갖는 세린 가수분해효소이다. 이는 이 효소가 확산 제한 속도에 가까운 속도로 아세틸콜린과 반응한다는 것을 의미한다.
탄산무수화효소는 촉매 속도가 가장 빠른 효소 중 하나이며, 그 속도는 일반적으로 기질의 확산 속도에 의해 제한된다. 이 효소의 다양한 형태에 대한 일반적인 촉매 상수는 104 s−1~106 s−1 사이이다.

## 같이 보기
- 촉매 반응
- 단백질 전환